# Pedro Bernardo Cannavó
Pedro Bernardo Cannavó (Buenos Aires, 10 de abril de 1978) é um clérigo católico romano argentino e bispo auxiliar em Buenos Aires.

## Biografia
Pedro Bernardo Cannavó estudou no Instituto Social Militar Dr. Damaso Centeno em Buenos Aires. A partir de 2002 estudou filosofia e teologia católica no Seminário Inmaculada Concepción. Em 21 de novembro de 2009, recebeu o sacramento da ordenação sacerdotal para a Arquidiocese de Buenos Aires, no Microestádio Malvinas Argentinas, pelo Arcebispo de Buenos Aires, Jorge Mario Cardeal Bergoglio, S.J..
Após sua ordenação, Cannavó serviu como vigário paroquial da paróquia de Santa Clara de 2010 a 2013, onde anteriormente atuou como diácono. Em seguida, atuou como vigário paroquial das paróquias de Nuestra Señora de Caacupé (2013–2014) e Virgen Inmaculada de Lourdes (2014–2016). De 2016 a 2021 trabalhou como pároco na paróquia de San Isabel de Hungría e como capelão da igreja de María Madre Purísima. Cannavó serviu então como pároco da paróquia de San Saturnino y San Judas antes de se tornar pároco da paróquia de Santa María Madre del Pueblo em 2023. Além de seu trabalho na pastoral paroquial, trabalhou como capelão no Instituto Social Militar Dr. Damaso Centeno em Buenos Aires.
Em 19 de junho de 2024, o Papa Francisco o nomeou Bispo Titular de Idassa e Bispo Auxiliar de Buenos Aires. O Arcebispo de Buenos Aires, Jorge Ignacio García Cuerva, consagrou-o, juntamente com Sergio Iván Dornelles e Alejandro Daniel Pardo, no dia 3 de agosto do mesmo ano na Catedral Metropolitana de Buenos Aires; os principais co-consagradores foram o bispo auxiliar de Río Gallegos, Fabián González Balsa, e o bispo de San Justo, Eduardo Horacio García, assim como os bispos auxiliares de Buenos Aires, Alejandro Daniel Giorgi e Gustavo Oscar Carrara.
Monsenhor Cannavó foi nomeado Vigário Episcopal do Vicariato de Flores e Vigário Episcopal do Vicariato para o Serviço da Caridade e do Desenvolvimento Humano. Desde novembro de 2024, é membro da Comissão Episcopal de Pastoral Social da Conferência Episcopal Argentina.